# Blacha dachowa
Blacha dachowa – materiał budowlany, gdzie pokrycie dachowe wykonywane jest z blachy.
Podział blach ze względu na użyty materiał:
- blacha miedziana
- blacha stalowa
  - blacha ocynkowana
  - Blacha stalowa powlekana
  - blacha stalowa z pokryciem alucynkiem
- blacha aluminiowa
- blacha cynkowo-tytanowa

Podział blach ze względu na kształt blachy:
- blacha na rąbek stojący (zatrzaskowy) – jest to rodzaj blachy, w której krawędzie paneli są wygięte w pionowych kierunkach, tworząc charakterystyczne „rąbki”, które łączą się ze sobą podczas montażu[1].
- blacha trapezowa – posiada trapezowy kształt poprzeczny, co nadaje jej wyjątkową wytrzymałość i stabilność konstrukcji dachu.
- blacha falista – charakteryzuje się falistym kształtem, który nadaje dachowi estetyczny wygląd i dodatkową odporność na warunki atmosferyczne.
- blacha modułowa – ma regularny, prostokątny kształt, który umożliwia łatwe łączenie i montaż, co czyni ją wszechstronną w zastosowaniu.
- blacha płaska – posiada gładką, płaską powierzchnię, co sprawia, że jest idealna do pokrywania dachów mniejszych budynków lub jako element wykończeniowy w konstrukcjach dachowych.
- blacha perforowana – posiada otwory lub wzory wycięte w blachy, co nadaje jej dekoracyjny charakter i umożliwia zastosowanie jako element dekoracyjny w elewacjach budynków.
- blacha profilowana
  - blacha trapezowa
  - blacha dachówkopodobna (blachodachówka)